# Hueyda El Saied
Hueyda El Saied, född 1975 i Tirana, är en albansk TV-personlighet, författare och modell.

## Biografi
El Saied föddes i Albaniens huvudstad Tirana 1975 till albanska och sudanesiska föräldrar. El Saied talar albanska,  engelska, franska och italienska. El Saied studerade vid konstskolan Jordan Misja i Tirana och har även studerat vid Tiranas universitet. Hon har tagit masterexamen i internationellt samarbete, mänskliga rättigheter och europapolicy vid Roms universitet i Italien. 2003 deltog hon i Kënga Magjike 2003 med låten "Nderro".
El Saied började arbeta som nyhetsankare vid Ora Radio-Televizion. Hon har även jobbat på Arbëria Televizion och Top Channel. Hon flyttade senare till Paris för en fortsatt danskarriär. El Saied har även skrivit ett flertal noveller och är chefredaktör för nättidningen Edispot.
2004 var El Saied programledare för Festivali i Këngës 43, som året innan blivit Albaniens uttagning till Eurovision Song Contest.